# Синявінська операція (1942)

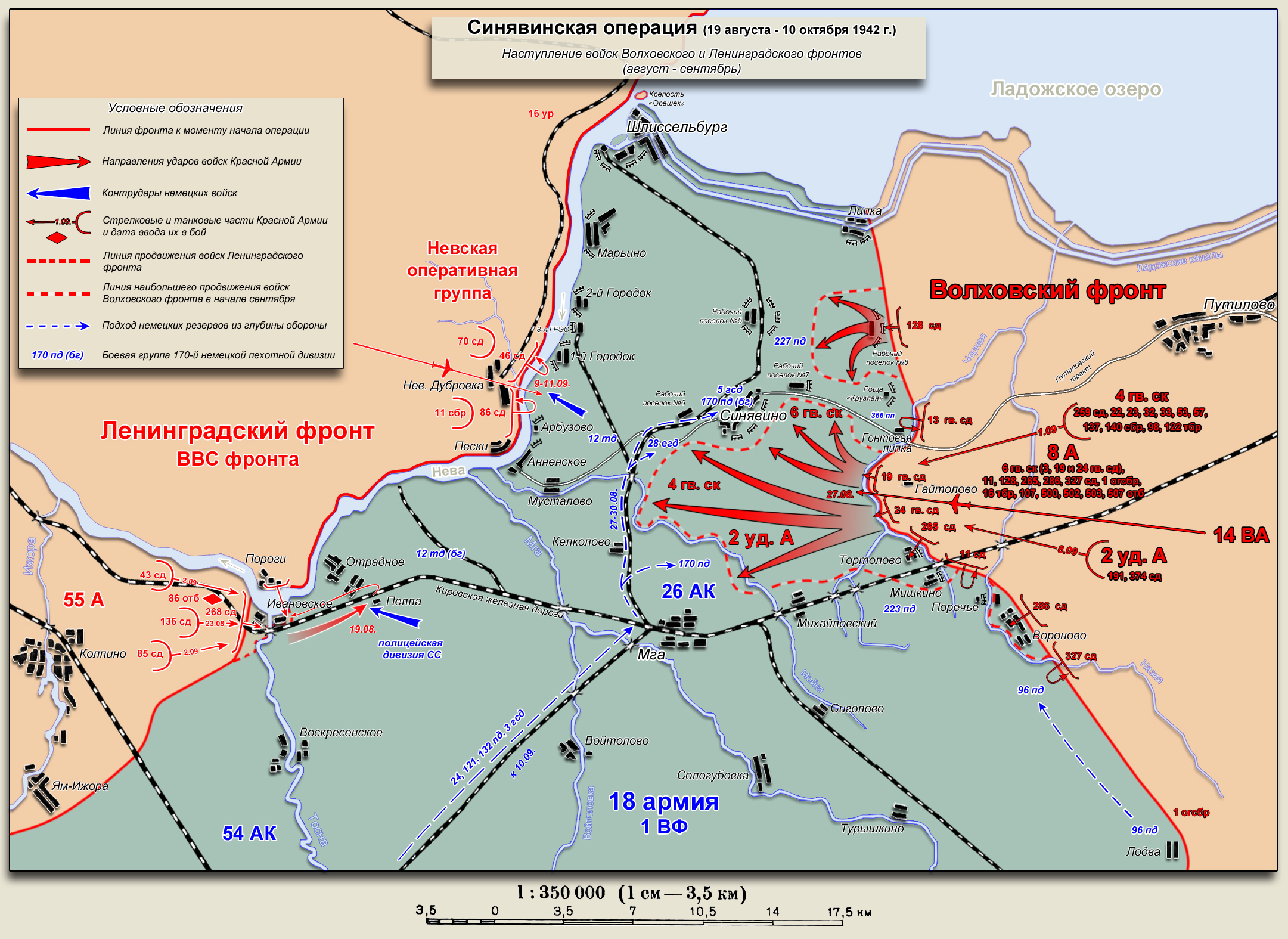
Карта наступу радянських військ під Синявино

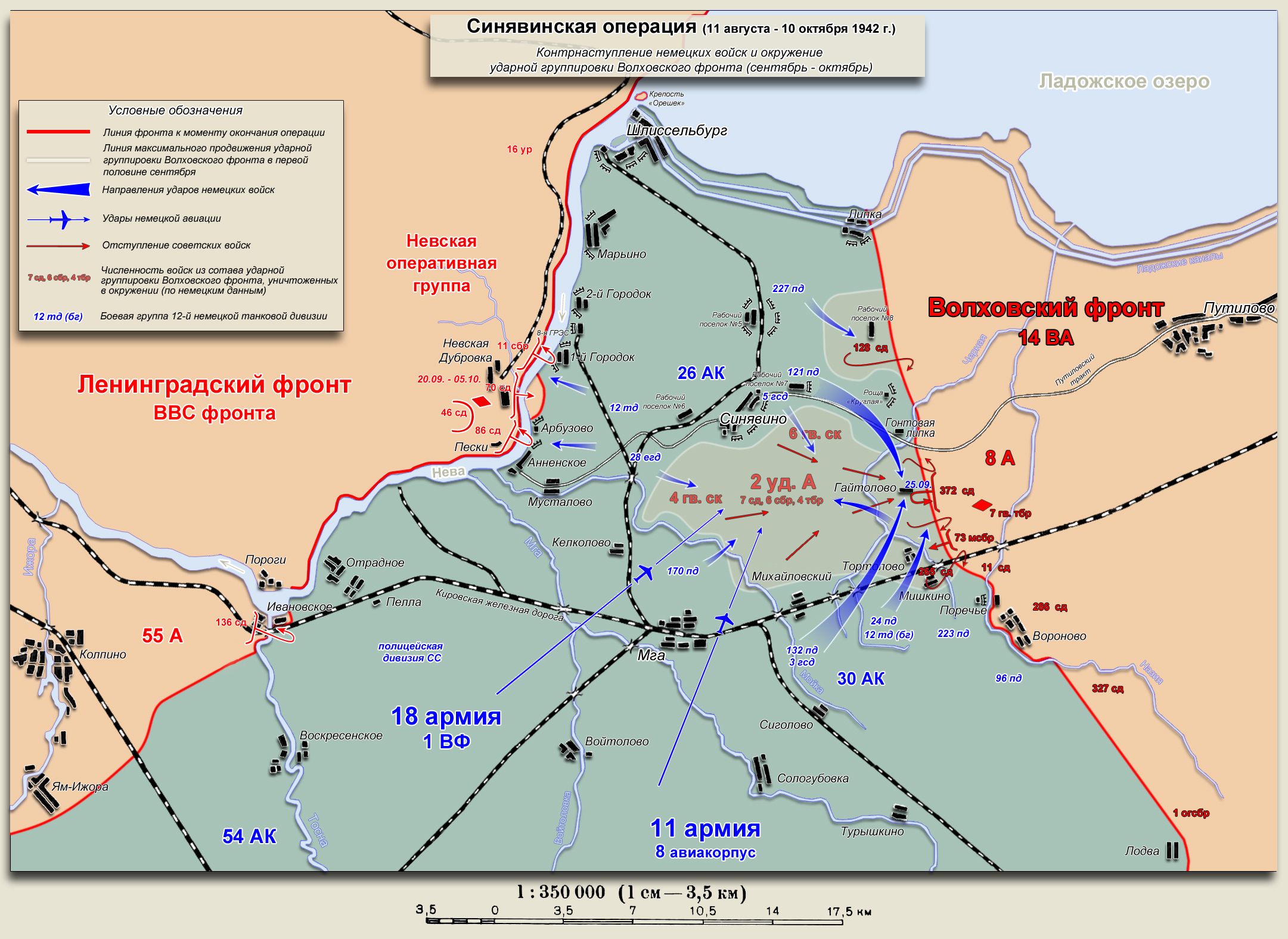
Карта контрнаступу військ Вермахту під Синявино

Синявінська операція (1942) (рос. Синявинская операция) або Третя Синявінська операція — наступальна операція радянських військ Волховського (командувач генерал армії Мерецков К. П.) і Ленінградського фронтів (генерал-лейтенант Говоров Л. О.) проти військ німецької 18-ї армії групи армій «Північ», що проводилася з метою прориву блокади Ленінграду літом-восени 1942 року. Попри провал замислу операції Червоної армії, командуванню радянських військ вдалося зірвати плани Вермахту щодо проведення операції «Нордліхт» — плану остаточного захоплення Ленінграду.
Наприкінці літа 1942 року німецьке командування підготувало цей план з метою наступу на місто і з'єднання з фінськими військами на півночі. Для реалізації завдань операції великі підкріплення були спрямовані німцями з-під Севастополя, що був захоплений Е.фон Манштейном у липні 1942 року.
19 серпня 1942 радянськими військами 55-ї армії Ленінградського фронту була здійснена перша спроба атакувати. Головна фаза операції розпочалася 27 серпня, коли після більш ніж двогодинної артилерійської підготовки перейшла в наступ 8-ма армія Волховського фронту, завдаючи головного удару на стику оборони 227-ї і 223-ї німецьких піхотних дивізій.
З 28 серпня німці розпочали власний наступ проти радянських військ. До місця прориву 8-ї армії німці перекинули посилення — частини 170-ї піхотної, 12-ї танкової, 5-ї гірсько-піхотної і 28-ї єгерської дивізій, а також 4 новітніх важких танки «Тигр» зі складу 1-ї роти 502-го важкого танкового батальйону, німецька авіація різко активізувала свої дії й до кінця операції захопила панування в повітрі. Радянський наступ застопорився.
21 вересня, після десяти днів невдалих спроб Червоної армії подолати німецький опір й прорвати їхню оборону, війська Манштейна потужним контрнаступальним ударом розгромили основне угруповання Волховського фронту й ліквідували прорив. Важкі бої тривали до 15 жовтня, коли радянські війська відступили, щоб уникнути німецького оточення. З 10 жовтня лінія фронту повернулася у вихідне положення перед битвою.
Зрештою, радянський наступ провалився, але завдяки його проведенню, був зірваний план опанування німцями Ленінграду.

## Історія

### Співвідношення сторін

#### СРСР
- Волховський фронт (командувач генерал армії Мерецков К. П.)
  - 8-ма армія (командувач генерал-лейтенант Стариков П. Н.)
    - 6-й гвардійський стрілецький корпус
    - 4-й гвардійський стрілецький корпус

  - 2-га ударна армія (командувач генерал-лейтенант Романовський В. З.)
  - 14-та повітряна армія (командувач генерал-лейтенант авіації Журавльов І. П.).

- Ленінградський фронт (командувач генерал-лейтенант Говоров Л. О.)
  - Невська оперативна група (командувач генерал-майор Нікітін І. Ф.)[6]
  - 55-та армія (командир генерал-лейтенант Свиридов В. П.)
  - 13-та повітряна армія (командувач генерал-лейтенант авіації Рибальченко С. Д.)

#### Німеччина
- 18-та армія[7] (командувач генерал від інфантерії Г.Ліндеман)
  - 26-й армійський корпус (командир генерал артилерії А. Водріг)
    - 223-тя піхотна дивізія
    - 227-ма піхотна дивізія

  - 1-й армійський корпус (командир генерал від інфантерії К.-Г. фон Бот)
    - 96-та піхотна дивізія

  - 28-й армійський корпус (командир генерал артилерії Г. Лох)
    - 121-ша піхотна дивізія
    - 5-та гірсько-піхотна дивізія
- частини 1-го повітряного флоту (командувач генерал-полковник А. Келлер)
  - Jagdgeschwader 54
  - Jagdgeschwader 77
- резерви 11-ї армії[8] (командувач генерал-фельдмаршал Е. фон Манштейн)
  - 30-й армійський корпус (командир генерал артилерії М. Фреттер-Піко)
    - 170-та піхотна дивізія
    - 24-та піхотна дивізія
    - 132-га піхотна дивізія
    - 3-тя гірсько-піхотна дивізія
    - 12-та танкова дивізія